# Benjamin Roden
Benjamin Lloyd Roden (5 de enero de 1902 - 22 de octubre de 1978) fue un líder religioso estadounidense y el principal organizador de la Asociación Rama Davidiana Adventista del Séptimo Día.

## Primeros años
Benjamin Roden nació el 5 de enero de 1902 en Bearden, Oklahoma (en lo que entonces era el Territorio Indio) en el seno de una familia de origen judío. Sus padres, James Buchanan Roden y Hattie Roden, tuvieron otros cinco hijos.
Poco se sabe de los primeros años de Roden, pero creció en una granja de Bearden y asistió allí a la escuela secundaria antes de ingresar en una escuela de magisterio y ejercer como profesor durante un breve periodo. Posteriormente, pasó algún tiempo trabajando en campos petrolíferos, primero en Oklahoma y más tarde en Odessa, Texas.
Roden se casó con Lois I. Scott el 12 de febrero de 1937. Con Scott tuvo dos hijas y cuatro hijos, entre ellos George Roden.

## Adhesión religiosa temprana
Los detalles de los primeros puntos de vista religiosos de Roden son tan escasos como los de su vida secular. Sin embargo, una esquela dice que se unió a "la Iglesia cristiana" el mismo año en que se casó, aunque su camino hacia esa iglesia y hasta qué punto supuso un cambio es incierto. Kenneth Newport, profesor de Pensamiento Cristiano, señala que "como muchos otros judíos conversos ... llevó consigo al cristianismo buena parte de su judaísmo", poniendo como ejemplo de ello la importancia que Roden concedió posteriormente a las fiestas judías de Purim y Pascua.
En 1940, los Roden eran miembros de la Iglesia Adventista del Séptimo Día (SDA) en Kilgore, Texas. Es posible que el atractivo de la SDA residiera al menos en parte en sus similitudes con algunos aspectos del judaísmo, como la práctica del sabbat en el séptimo día y el acatamiento de las leyes dietéticas del Antiguo Testamento, pero además la pareja había recibido Lecturas bíblicas para el círculo doméstico como regalo de bodas de la madre de Lois. Ese libro era una publicación de la SDA y es probable, aunque no seguro, que en algún lugar de la familia de Lois ya había una participación con esa iglesia.
Más tarde, los Roden se trasladaron de la iglesia de Kilgore a la de Odessa, donde Ben se convirtió en jefe anciano. En algún momento, entre principios y mediados de la década de 1940, la pareja se vio influida por el movimiento Shepherd's Rod, que se había escindido de los SDA, y probablemente visitó su base en el Mount Carmel Center, cerca de Waco, Texas, aunque sólo fuera brevemente. Fueron expulsados de su iglesia adventista, lo que les ofendió porque habían ayudado a financiar el edificio de la iglesia y creían que, por tanto, tenían derecho a utilizarlo. Existen varios relatos de un enfrentamiento entre Lois y la iglesia, con ella ocupándola durante varios días y recibiendo suministros de Ben y su hijo, George.

## Shepherd's Rod
Ben y Lois Roden continuaron su implicación con Shepherd's Rod, aunque de nuevo hay escasez de información fiable. Visitaron el Mount Carmel durante varios meses en 1953 y volvieron a estar allí en 1955, en el momento en que Victor Houteff, el líder de Shepherd's Rod, murió. Parece que intentó convertirse en el sucesor de Houteff como líder, pero ese papel recayó en Florence, la viuda de Victor.

## Muerte
Roden murió en octubre de 1978, tras lo cual Lois dirigió la secta hasta la aparición de David Koresh a mediados de la década de 1980.